# Tommy Emmanuel
William Thomas "Tommy" Emmanuel (Muswellbrook, 1955. május 31. –) ausztráliai fingerpicking gitáros.

## Pályafutása

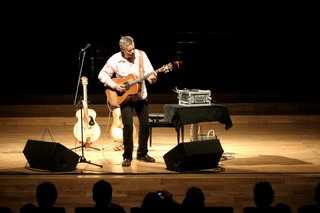
Tommy Emmanuel 2007-ben.

1959-ben, mindössze négyévesen kezdett el gitározni a Chet Atkins és John D. Loudermilk-kel közösen szerzett Windy And Warm című szám hatására, amikor meghallotta egy autó rádiójában a dalt. Állítása szerint határozottan emlékszik erre a pillanatra és inspirálóan hatott rá. Először az édesanyja tanította meg a lap steel gitáron való játszásra, hogy kísérhesse őt, aztán 1964-ben, kilencévesen professzionális zenészként dolgozott. Zenei tehetségük révén Tommy és testvére, Phil Emmanuel megalapította édesapjukkal a családi együttesüket, de emiatt el kellett adniuk a családi házukat. Az útra kerültek és két lakókocsiban éltek. Tommy gyermekkorának nagy részét a családjával töltötte, s körbe turnézták egész Ausztráliát, ami alatt Tommy volt a ritmus gitáros. Ritkán járt iskolába és elég nehéznek találták az életet az úton: szegények voltak és gyakran éheztek, soha sem maradtak hosszabb ideig egy helyen. Édesapja gyakran hajtott előre, interjúkat szervezett és koncerteket intézett az éppen adott helyen található zenei boltok eladóinál, ahol másnap felléphettek. Végül is a New South Wales Department of Education ragaszkodott ahhoz, hogy Tommy rendszeresen járjon iskolába.
Miután 1966-ban édesapja meghalt, családja letelepedett Parkes-ben. Tommy végül Sydney-be költözött, ahol elérte, hogy országosan is felfigyeljenek rá, amikor kamaszkorában megnyert egy sor tehetségkutató versenyt. Az 1970-es évek végéig dobosként játszott testvére Goldrush nevű zenekarában, ahol különböző kiváló alkalmi munkákat végeztek és számtalan albumot készítettek. A korai '80-as évek alatt a '70-es évekbeli rock zenét játszó Dragon nevű együtteshez került (1985-1988, 1995) és rengeteg turnén vett részt, többek között Tina Turnerrel is fellépett.

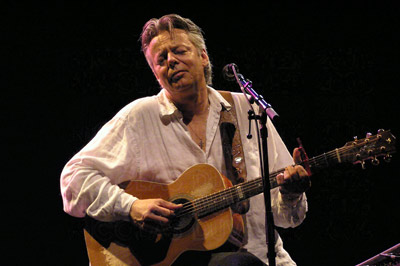
2006-ban Emmanuel a franciaországi Niort nevű városban.

Végül elhagyta a zenekart, hogy szólókarrierjét megkezdhesse. Pályája során rengeteg figyelemre méltó előadóval játszott együtt, többek között Chet Atkins-szel, Sir George Martin-nal, Air Supply-val és John Denver-rel. 1994-ben a John Farnham Band-be került, az ausztráliai John Farnham meghívása révén Stuart Fraser mellé a Noiseworks-ből a Concert For Rwanda albumra. 2000-ben Tommy és Phil Sydney-ben fellépett a nyári Olimpia záró ünnepségén, amelyet a televízión keresztül az egész világon lehetett látni. Mikor együtt játszottak, néha a két testvér megosztozott egy gitáron, s egyik kezüket szabadon hagyva játszottak. Tommy fellépései az egész világon nagy népszerűségnek örvendenek, játéka nagyon energikus, sosem hagyja unatkozni a rajongóit. Néha fellép a turnéin Lizzie Watkins szövegíró és dalszerző. A pár az USA-ban, a Tennessee állambeli Nashville-ben épített házat magának. 2007 december végén Tommy-nak szív problémája volt és kénytelen volt egy kis szünetet tartani, mert kimerült lett a sok előadás miatt, de 2008-ban visszatért turnézni.

## Technikák és gitárok

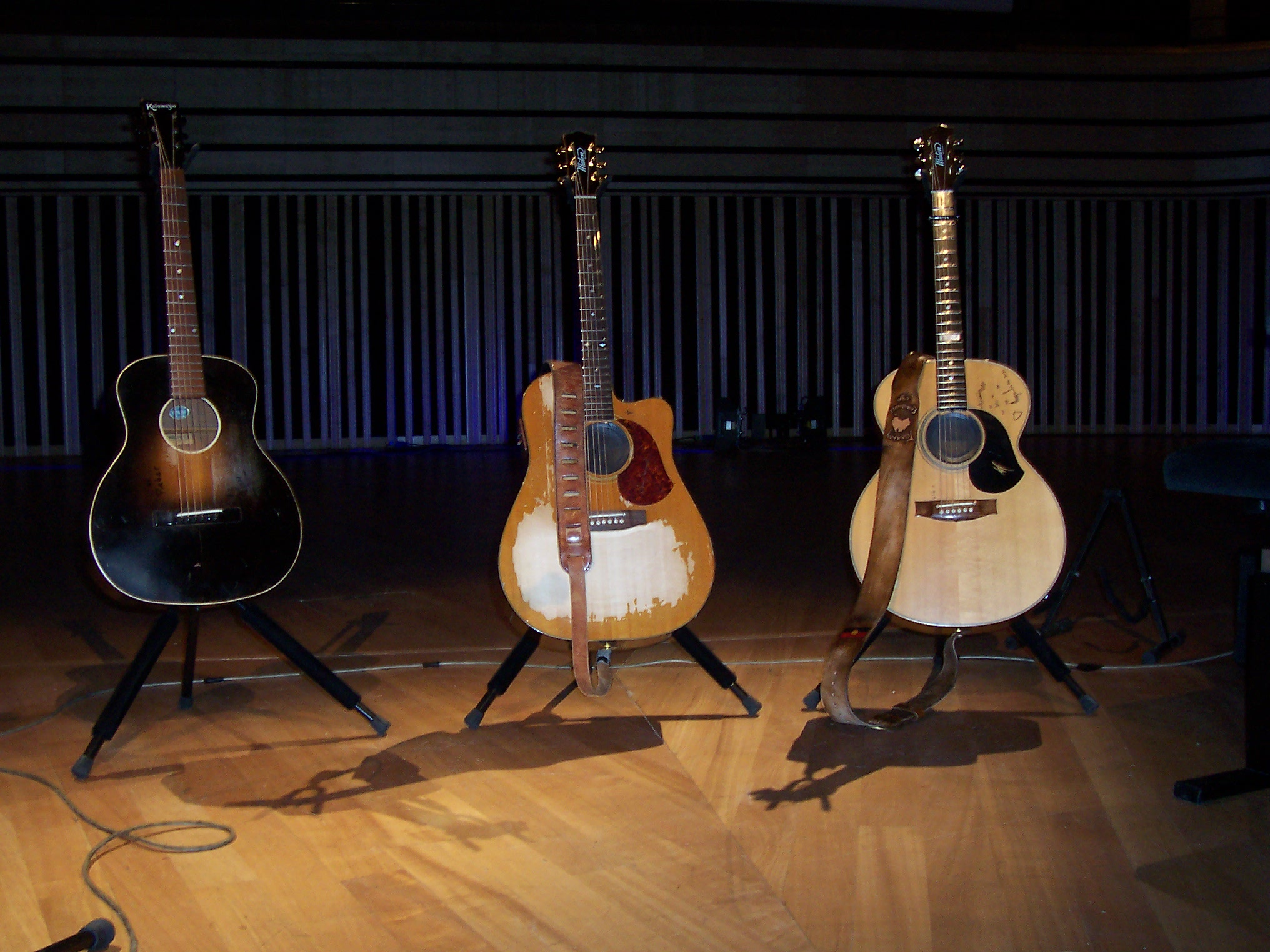
Tommy gitárjai a 2008. április 22-én tartott budapesti Művészetek Palotás koncertjén.

Tommy egyszer azt mondta, hogy fiatal korában teljesen lenyűgözte Chet Atkins játéka, amikor is a gitáron a basszust a hüvelykujjával, a dallamot pedig az első kettő vagy három ujjával játssza, s mindezt egy időben. Ez a technika Tommy játékának az alapját képezi. Gyakran használja a bal hüvelykujját a hatodik és az ötödik húrokon a mély hangok játszására, s közben két ujjával az akkordokat játssza. A pengetéshez főleg a hüvelykujjra húzható pengetőt, azaz a hüvelykpengetőt használja, de van, hogy csak az ujjaival vagy a hagyományos pengetővel játszik.
Soha nem tanult zeneelméletet, a tehetséges játéka viszont rengeteg rajongót lenyűgöz szerte a világon. Egyes számainál a gitár testét ütögeti, kopogtatja, amivel olyan hatást kelt, mintha dobolnának. Szóló előadóként nem használ számlistát és csak is minimális effektet használ a koncertjein. Új albumaihoz általában egyetlen alkalommal veszi fel a dalait a stúdióban.

### Gitárok

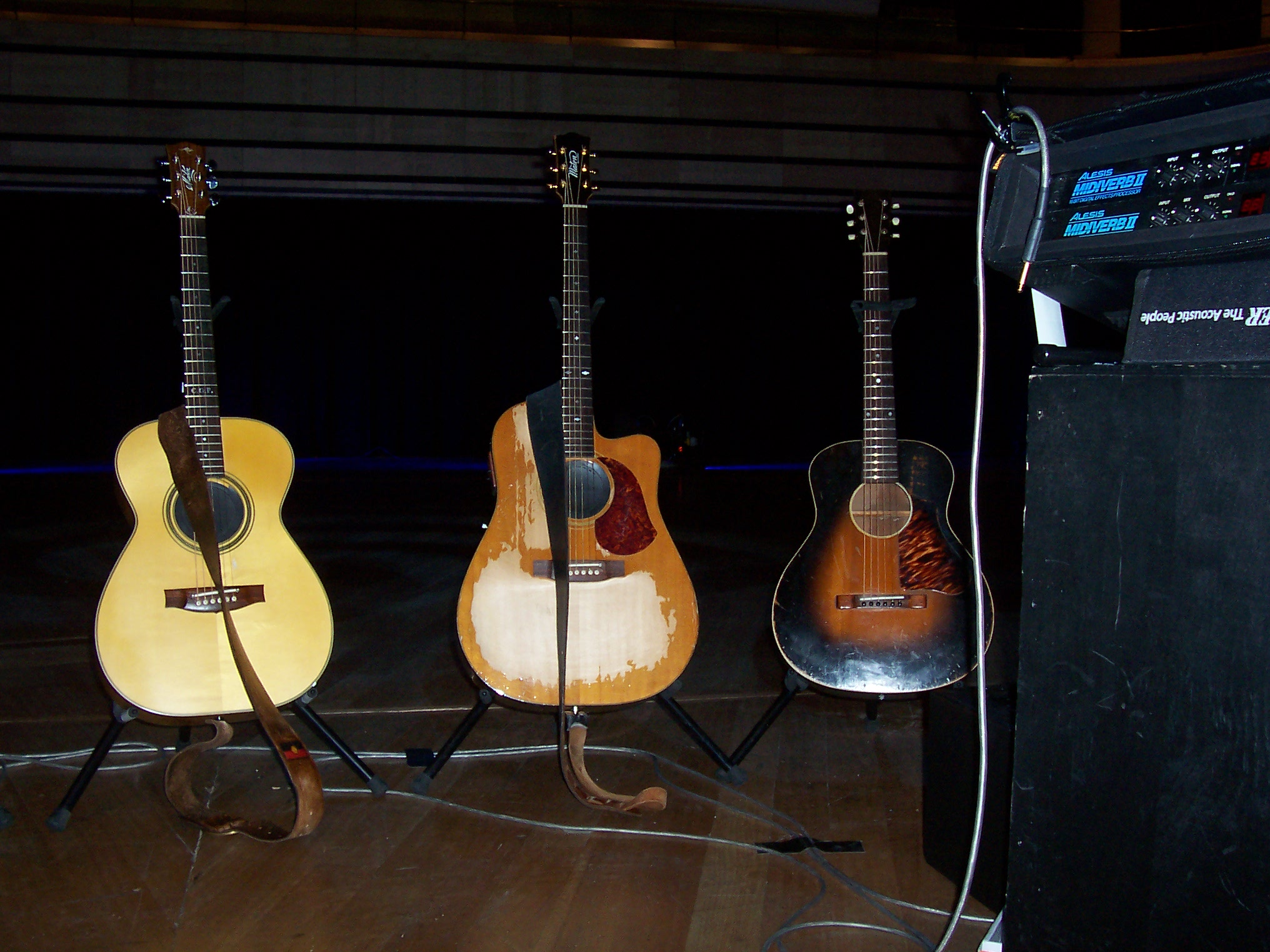
Tommy három gitárja és effektjei a 2009. november 15-én tartott budapesti Művészetek Palotás koncertjén.

Az első gitárját édesapja vette neki Új-Dél-Wales-ben egy zeneboltban 1959 körül. Bement a boltba, kiválasztott egy Framus és egy Maton márkájút, melyből az utóbbi drágább volt. Habár Tommy és az ő testvére, Phil Emmanuel, mindvégig elektromos gitárt szerettek volna, édesapjuk végül két Maton MS500 típusúval ért haza: Tommy a napsütötte színűt kapta, a Phil pedig a világos sárgát.
Tommy elmondása szerint a legjobban arra emlékszik, hogy milyen gyönyörű volt rajta játszani. Ekkor még csak  ötéves  volt, s az összes addigi gitárja olcsó darab volt, így a húrok mindig felsértették az ujjait, ráadásul rosszul is szóltak. Azokhoz képest az édesapjától kapott Maton sokkal jobb volt, sokkal szebben is szólt. Volt még egy 12"-os hangszóróval felszerelt Maton erősítőjük is, 20 W-os teljesítménnyel, nyers torzítással, de végül lecserélték egy Moody nevezetűre. Tommy-nak a mai napig megvan még az MS500-as gitárja, amin egyszer gyerekkorában az apja saját kezűleg lecserélte a fogólapot és néhány érintőt. S mivel nem volt megfelelő nyakmerevítő pálcája, ezért azt egy lila fogkefével helyettesítette. Később a testvére eladott egy Fender Jaguar-t, amit Tommy megvehetett volna, hiszen régen elektromos gitárt szeretett volna, de mégis inkább a Maton-jánál maradt. Habár végül vett néhány Fender Telecaster-t, leginkább Maton márkájú akusztikus gitárokon játszik.
Körülbelül összesen huszonöt Maton gitárja van, melyből az egyik amerikai turnéjára hat darabot is magával vitt. Állítása szerint mindegyiknek különleges hangja van és mivel nem szeret koncert közben le-fel hangolni egy gitárt, ezért mindegyik máshogy van behangolva. Mindegyikben ugyan az a hangszedőrendszer van, csak a gitárok különböznek.
Fő gitárja egy kis testű Maton EBG808-as, amely egy belső kondenzátormikrofonnal van felszerelve. A gitár a „Mouse” (magyarul „egér”) becenevet kapta. Az elnevezés abból ered, hogy ha Tommy erősítő nélkül játszik, akkor a gitár egy halkabb hangerőn szólal meg, viszont ha bedugja az erősítőbe, akkor egy erős, masszív hangzást hall vissza. A három fő gitárjából kettő, különösen a neki gyártott Maton TE1-es, ütött-kopott és elnyűtt állapotban van a nyaki résznél és a testnél a sok játéktól és az ütögetős technikától. Rengetegszer voltak már megjavítva, 2008-ban pedig a Tommyfest nevű fesztiválon mind a három gitárját eltörték, így gyakran ment velük műhelybe.

## Díjai, elismerései

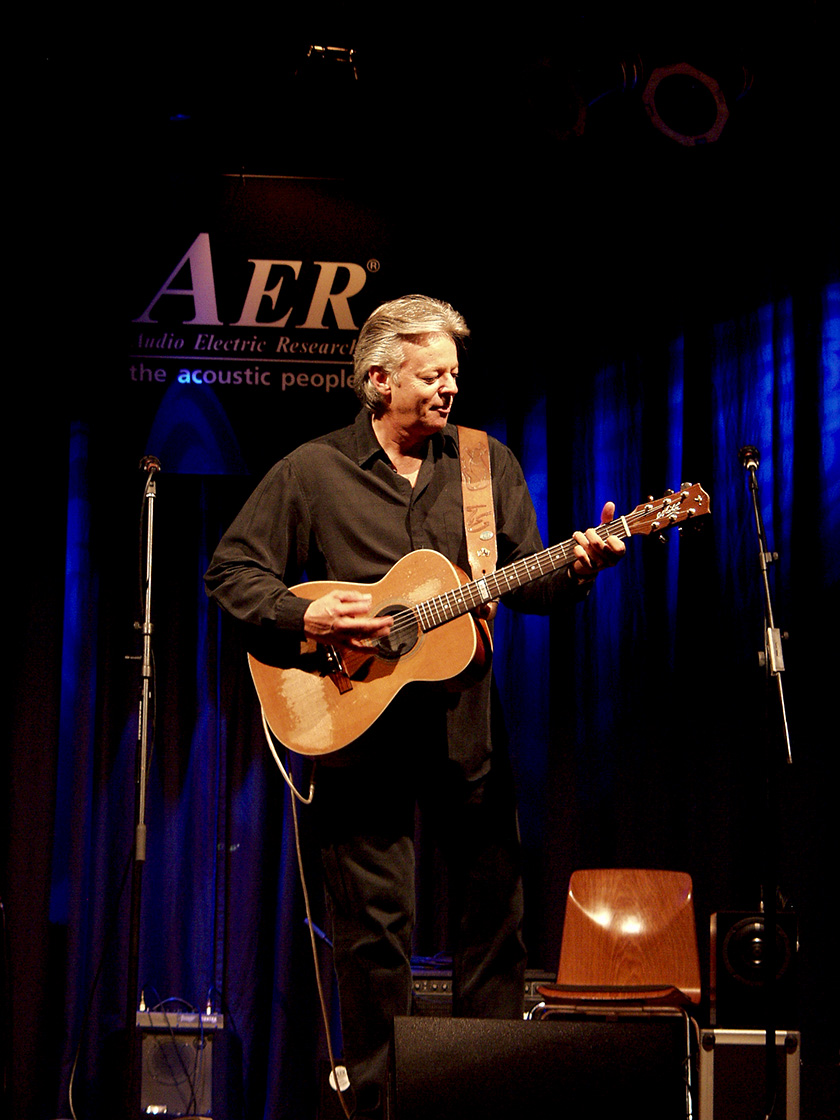
2006-ban Emmanuel Németország Rietberg nevű városában.

2007. január 27-én a 35. Tamworth Country Zenei Fesztiválon a Gameshow Rag/Cannonball Rag című száma a The Mystery albumról elnyerte az „Az Év Közreműködője-díjat”, továbbá „Legjobb Hangszeres Country Előadás-díjra” is jelölték még ugyan ebben az évben. 2008-ban a Guitar Player magazin májusi számában az olvasók szavazatai alapján Emmanuel lett a „Legjobb Akusztikus Gitáros”.

## Magyarországi fellépései
Magyarországon eddig hétszer lépett fel, 2008-ban és 2009-ben két helyszínen is hatalmas sikerű koncertet adott a budapesti Művészetek Palotájában és a debreceni Kölcsey Központban.

## Külső hivatkozások
- Hivatalos oldal (angolul)
- MySpace (angolul)
- Tommy zenéjét népszerűsítő oldal